# Emil Štolc

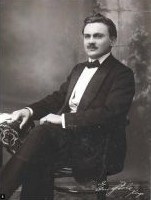
Emil Štolc

Emil Štolc (Chorušice, Okres Mělník, 28 oktober 1888 – Nový Vestec, Okres Praha-východ, 1 april 1940) was een Tsjechisch componist, dirigent, muziekuitgever, organist en flügelhoornist. 

## Levensloop
Štolc studeerde van 1903 tot 1905 aan het Státní konservatori hudby v Praze in Praag orgel. In 1905 werd hij lid van de K. u. K. militaire kapel in Kutná Hora (toen: Kuttenberg) in Midden-Bohemen. Al in 1908 werd hij militaire kapelmeester in Brandýs nad Labem (toen: Brandeis-Altbunzlau). In 1912 vertrok hij naar Praag en richtte een muziekuitgave op. Na de Eerste Wereldoorlog werd hij dirigent van het Sokol harmonieorkest en van 1928 tot 1933 was hij dirigent van de Nationalgarde in Praag.  
Als componist schreef hij rond 1.000 werken, vooral voor harmonieorkest. 

## Composities

### Werken voor harmonieorkest
- Až na dno, wals
- Blumengeflüster, wals
- Erzählung, wals
- Eskymooo á la Valencia
- Hyazinthen, wals
- Kouzlo orientu, wals
- Krönungsouvertüre
- Märchenwalzer
- Meine Königin, ouverture
- Metadej Prajka
- Mikádičko, polka
- Miss Rab 1935, tango
- Nežná kvítka, polka
- Odboj, ouverture
- Promenade-Ouvertüre
- Šapat cvijeća
- Škpt Římek
- Struna lásky, wals
- Venkovanka
- Veselá společnost-zmes

#### Marsen
- 80er Regimentsmarsch
- "999" Marsch
- Admiral, mars
- Alpengruss, mars
- Až Pomašírujem, mars
- Böhmischer Musikantengruss (Bohemian Musical Salute)
- Den Kameraden, mars
- Die alte Garde, mars
- Diplomat, mars
- Do háječku, mars
- Dolomitengruss, mars
- Erzherzog CarI Franz Joseph-Marsch
- Freiwilligen, mars
- Für's Vaterland, mars
- Genarál Marinescu, mars
- Gladiatoren, mars
- Grado, mars
- Herkules, mars
- Hochzeitsmarsch
- Jdou sokolské šiky, mars
- Jen výše švarný sokole, mars

- Ins Mannöver, mars
- Inspizierungsmarsch
- Legionäre, mars
- Lesetinsky Kovar
- Marine, mars
- Merkur, mars
- Monte Carlo, mars
- Náš cíl, mars
- Nevěrná milka, mars
- Olympic, mars
- Perfekt, mars
- Petersburger Marsch
- Pochod br. plukovníka Černohorského, mars
- Pochod br. Pohla, mars
- Pochod prezidenta Masaryka, mars
- Pod Prešpurkem, mars
- Práci čest!
- Praktikus, mars
- Pražská krev, mars
- Rekord, mars
- Renommée, mars
- Ruhmvoll, mars

- Rud Prapor, mars
- Schützenmarsch
- Sibirjaci jdou, mars
- Siegesjubel, mars
- Šly panenky silnicí, mars
- Sokolské šiky, mars
- Soldatengruss, mars
- Soldatenlust, mars
- Stramm voraus, mars
- Torino, mars
- Touristen, mars
- Trocadero, mars
- Union, mars
- Unsere Garde, mars
- Unsere Kinder, mars
- Unser Kommandant, mars
- Vaterlandstreue, mars
- Věrnost vlasti, mars
- Viktoria, mars
- Vivat Praga, mars
- Waffenbrüder, mars
- Zwei Maedchen, mars

#### Treurmarsen
- Anima mea
- Auf ewig
- Das Grablied
- Das Mutterherz
- Den gefallenen Helden
- Der letzte Weg
- Dolores
- Engelsgesang
- Keine Heimkehr
- Lacrima mea
- Pater noster
- Ruhe den Seelen
- Ruhe in Frieden
- Ruhe sanft
- Stille Nacht
- Zum ewigen Schlaf
- Zum Friedhof